# Bernold
Bernold ist ein alter deutscher Vorname, der sich vom althochdeutschen Personennamen ber(a)nu (Bär) und waltan (herrschen) ableitet. 
Als Namenstag gilt der 25. November, Namenspatron ist Bernold von Ottobeuren.
Bernold ist der Name folgender Personen:
- Bernold von Konstanz, (etwa 1050–1100), mittelalterlicher Geschichtsschreiber
- Bernold von Ottobeuren, † etwa 1050, Benediktinermönch
- Bernold von Utrecht, 1026–1054 Bischof von Utrecht

Bernold ist der Familienname folgender Personen:
- Franz Josef Benedikt Bernold (1765–1841), schweizerischer Dichter und Politiker
- Josef Leonhard Bernold (1809–1872), Schweizer Politiker, Industrieller und Richter